# Вандёвр-ле-Нанси-Уэст (кантон)
Вандёвр-ле-Нанси-Уэст (фр. Vandœuvre-lès-Nancy-Ouest) — кантон во Франции, находится в регионе Лотарингия. Департамент кантона — Мёрт и Мозель. Входит в состав округа Нанси. Входит в состав округа Нанси. Население кантона на 2011 год составляло 17 505 человек.
Код INSEE кантона 5444. Бывший кантон Вандёвр-ле-Нанси был разделён в 1997 году на Вандёвр-ле-Нанси-Эст и Вандёвр-ле-Нанси-Уэст В кантон Вандёвр-ле-Нанси-Уэст входит часть коммуны Вандёвр-ле-Нанси.

## Коммуны кантона
| Коммуна          | Население | Почтовый индекс | Код INSEE |
| ---------------- | --------- | --------------- | --------- |
| Вандёвр-ле-Нанси | 32 048    | 54500           | 54547     |